# Workers Playtime
Albums de Billy Bragg
Talking with the Taxman about Poetry
(1986) The Internationale
(1990)
Workers Playtime est un album de Billy Bragg sorti en septembre 1988.

## Réception
À sa sortie, Workers Playtime se classe no 17 des ventes au Royaume-Uni. Le single Waiting for the Great Leap Forwards atteint la 52e place du hit-parade britannique.

## Titres
Toutes les chansons sont de Billy Bragg.

### Face 1
1. She's Got a New Spell – 3:26
2. Must I Paint You a Picture? – 5:32
3. Tender Comrade – 2:50
4. The Price I Pay – 3:34
5. Little Time Bomb – 2:17
6. Rotting on Remand – 3:37

### Face 2
1. Valentine's Day is Over – 4:53
2. Life With the Lions – 3:06
3. The Only One – 3:26
4. The Short Answer – 4:59
5. Waiting for the Great Leap Forwards – 4:35

## Musiciens
- Billy Bragg : chant, guitare acoustique, guitare électrique, triangle

- Martin Belmont (en) : guitare électrique
- Camilla Brunt : violon
- B. J. Cole (en) : pedal steel guitar
- Barb Jungr : harmonica
- Kenny Jones : guitare acoustique
- Tony Maronie : percussions
- Julia Palmer : violoncelle
- Theresa Pamplin : alto
- Bruce Thomas (en) : basse
- Danny Thompson : contrebasse
- Cara Tivey (en) : piano, orgue Hammond, chœurs
- Micky Waller : batterie
- Donny Welchman : violon
- Wiggy : guitare acoustique, guitare électrique, guitare à douze cordes, guitare slide, chœurs
- Dave Woodhead : bugle, trompette
- Porky (en), Jayne Creamer, Kaya Jenner, Michelle Shocked : chœurs